# A Forest of Stars
A Forest of Stars egy angol black metal zenekar, amely 2007-ben alakult Leeds-ben.

## Története
Nevüket a viktoriánus korban működő klubról kapták. Zenéjükben a folk-metal és a pszichedelikus rock elemei is keverednek. Első nagylemezüket 2008-ban adták ki. Szövegeik témái a filozófia, az absztrakt, az okkultizmus és a természet.

## Tagok
- Mister Curse – ének (2007-)
- Katheryne, Queen of the Ghosts – ének, hegedű, furulya (2007-)
- The Gentleman – dob (2007-2008), billentyűk, ütős hangszerek (2007-)
- Mr. T. S. Kettleburner – basszusgitár (2007-2011), ének, gitár (2007-2011, 2013-)
- Mr. John "The Resurrectionist" Bishop – dob, ütős hangszerek (2009-)
- Mr. Titus Lungbutter – basszusgitár (2011-)
- Mr. William Wight-Barrow – gitár (2014-)

## Korábbi tagok
- Henry Hyde Bronsdon – gitár, ének (2011-2014)
- Sir Gastrix Grimshaw – vokál, gitár (2011-2013)

## Diszkográfia
- The Corpse of Rebirth (2008)
- Opportunistic Thieves of Spring (2010)
- A Shadowplay for Yesterdays (2012)
- Beware the Sword You Can Not See (2015)
- Grave Mounds and Grave Mistakes (2018)